# Премія НАН України імені К. Д. Синельникова
Премія НАН України імені К. Д. Синельникова — премія, яку присуджує НАН України вченим-фізикам за видатні роботи в галузі ядерної фізики.
Започаткована Президією АН УРСР у 1974 році і названа ім'ям видатного українського радянського фізика Кирила Дмитровича Синельникова.
З 2007 року Премію присуджують щотрироки.
Розмір премії визначається Президією НАН України.

## Лауреати премії
| Рік  | Тема | Лауреати                             |
| ---- | --- | ------------------------------------ |
| 1975 | за цикл робіт з індукування нового стану речовини сильним магнітним полем                                                               | Галкін Олександр Олександрович       |
| 1975 | за цикл робіт з індукування нового стану речовини сильним магнітним полем                                                               | Завадський Едвальд Абрамович         |
| 1976 | за цикл робіт з теорії ядерних процесів при високих енергіях                                                                            | Ситенко Олексій Григорович           |
| 1977 | за цикл робіт «Електронні властивості реальних металів і сплавів»                                                                       | Дехтяр Ілля Якович                   |
| 1977 | за цикл робіт «Електронні властивості реальних металів і сплавів»                                                                       | Немошкаленко Володимир Володимирович |
| 1978 | за цикл робіт «Високочастотні релаксаційні процеси в магнетиках»                                                                        | Ахієзер Ілля Олександрович           |
| 1978 | за цикл робіт «Високочастотні релаксаційні процеси в магнетиках»                                                                        | Бар'яхтар Віктор Григорович          |
| 1978 | за цикл робіт «Високочастотні релаксаційні процеси в магнетиках»                                                                        | Пелетмінський Сергій Володимирович   |
| 1979 | за монографію «Наведена магнітна анізотропія»                                                                                           | Лесник Андрій Герасимович            |
| 1980 | за цикл праць з теорії розповсюдження електромагнітних хвиль в обмеженій плазмі                                                         | Кондратенко Анатолій Миколайович     |
| 1981 | за монографію «Теорія сплавів проникнення»                                                                                              | Смирнов Адріан Анатолійович          |
| 1982 | за монографію «Мікроскопічна теорія колективних збуджень атомних ядер»                                                                  | Овчаренко В. І.                      |
| 1982 | за монографію «Мікроскопічна теорія колективних збуджень атомних ядер»                                                                  | Смирнов Ю. Ф.                        |
| 1982 | за монографію «Мікроскопічна теорія колективних збуджень атомних ядер»                                                                  | Філіппов Геннадій Федорович          |
| 1983 | за цикл робіт «Вивчення структури ядер допомогою магнітних моментів вишикуваних станів»                                                 | Залюбовський Ілля Іванович           |
| 1983 | за цикл робіт «Вивчення структури ядер допомогою магнітних моментів вишикуваних станів»                                                 | Левон Олександр Іванович             |
| 1983 | за цикл робіт «Вивчення структури ядер допомогою магнітних моментів вишикуваних станів»                                                 | Німець Олег Федорович                |
| 1984 | за монографію «Электроотражение света в полупроводниках»                                                                                | Снітко Олег Вячеславович             |
| 1984 | за монографію «Электроотражение света в полупроводниках»                                                                                | Тягай В. А.                          |
| 1985 | за цикл робіт «Візуалізація 180-градусних антиферомагнітних доменів»                                                                    | Єременко Віктор Валентинович         |
| 1985 | за цикл робіт «Візуалізація 180-градусних антиферомагнітних доменів»                                                                    | Локтєв Вадим Михайлович              |
| 1985 | за цикл робіт «Візуалізація 180-градусних антиферомагнітних доменів»                                                                    | Харченко Микола Федорович            |
| 1986 | за монографію «Стелларатор» | Волков Є. Д.                         |
| 1986 | за монографію «Стелларатор» | Супруненко В. П.                     |
| 1986 | за монографію «Стелларатор» | Шишкін Олександр Олексійович         |
| 1987 | за цикл робіт «Поверхневі магнітоплазмові хвилі у напівпровідниках»                                                                     | Білецький Микола Миколайович         |
| 1987 | за цикл робіт «Поверхневі магнітоплазмові хвилі у напівпровідниках»                                                                     | Ханкіна С. І.                        |
| 1987 | за цикл робіт «Поверхневі магнітоплазмові хвилі у напівпровідниках»                                                                     | Яковенко Володимир Мефодійович       |
| 1988 | за монографію «Фізичні основи швидкісного термозміцнення титанових сплавів»                                                             | Гріднєв Віталій Никифорович          |
| 1988 | за монографію «Фізичні основи швидкісного термозміцнення титанових сплавів»                                                             | Івасишин Орест Михайлович            |
| 1988 | за монографію «Фізичні основи швидкісного термозміцнення титанових сплавів»                                                             | Ошкадьоров Станіслав Петрович        |
| 1989 | за монографію «Переніс електронів і дірок біля поверхні напівпровідників»                                                               | Добровольський Валентин Миколайович  |
| 1989 | за монографію «Переніс електронів і дірок біля поверхні напівпровідників»                                                               | Литовченко Володимир Григорович      |
| 1990 | за цикл робіт «Збудження ядер при анігіляції позитронів»                                                                                | Вишневський Іван Миколайович         |
| 1990 | за цикл робіт «Збудження ядер при анігіляції позитронів»                                                                                | Желтоножський Віктор Олександрович   |
| 1991 | за цикл робіт «Статистична теорія плазмово-молекулярних систем»                                                                         | Загородній Анатолій Глібович         |
| 1991 | за цикл робіт «Статистична теорія плазмово-молекулярних систем»                                                                         | Клімонтович Юрій Львович             |
| 1991 | за цикл робіт «Статистична теорія плазмово-молекулярних систем»                                                                         | Якименко Іван Петрович               |
| 1992 | за монографію «Лазери на динамічних ґратках»                                                                                            | Одулов Сергій Георгійович            |
| 1992 | за монографію «Лазери на динамічних ґратках»                                                                                            | Соскін Марат Самуїлович              |
| 1992 | за монографію «Лазери на динамічних ґратках»                                                                                            | Хижняк А. І.                         |
| 1993 | за монографію «Розсіяння міліметрових радіохвиль поверхнею Землі під малими кутами»                                                     | Кулемін Геннадій Петрович            |
| 1993 | за монографію «Розсіяння міліметрових радіохвиль поверхнею Землі під малими кутами»                                                     | Розсказовський В. Б.                 |
| 1994 | за цикл робіт «Фізичні процеси та механізми збудження когерентного випромінювання в лазерах на парах вісмуту з електророзрядним і опт.» | Запісочний Іван Прохорович           |
| 1994 | за цикл робіт «Фізичні процеси та механізми збудження когерентного випромінювання в лазерах на парах вісмуту з електророзрядним і опт.» | Кельман Володимир Андрійович         |
| 1994 | за цикл робіт «Фізичні процеси та механізми збудження когерентного випромінювання в лазерах на парах вісмуту з електророзрядним і опт.» | Шпеник Ю. О.                         |
| 1995 | за цикл праць «Дослідження повних перерізів реакцій взаємодії α-частинок з ядрами»                                                      | Біланюк О. П.                        |
| 1995 | за цикл праць «Дослідження повних перерізів реакцій взаємодії α-частинок з ядрами»                                                      | Слюсаренко Лариса Іванівна           |
| 1995 | за цикл праць «Дослідження повних перерізів реакцій взаємодії α-частинок з ядрами»                                                      | Токаревський В. В.                   |
| 1996 | за роботу «Поверхностные поляритоны в полупроводниках и диэлектриках»                                                                   | Дмитрук Микола Леонтійович           |
| 1996 | за роботу «Поверхностные поляритоны в полупроводниках и диэлектриках»                                                                   | Стрижевський В. Л.                   |
| 1997 | за цикл робіт з фізики фазових переходів                                                                                                | Даньшин Микола Кузьмович             |
| 1997 | за цикл робіт з фізики фазових переходів                                                                                                | Овсієнко Д. Ю.                       |
| 1997 | за цикл робіт з фізики фазових переходів                                                                                                | Цимбал Людмила Трохимівна            |
| 1998 | за цикл робіт «Поверхневі екситони та деформуючі поляритони в молекулярних кристалах»                                                   | Бродин Михайло Семенович             |
| 1998 | за цикл робіт «Поверхневі екситони та деформуючі поляритони в молекулярних кристалах»                                                   | Марісова С. В.                       |
| 1998 | за цикл робіт «Поверхневі екситони та деформуючі поляритони в молекулярних кристалах»                                                   | Сугаков Володимир Йосипович          |
| 1999 | за монографію «Обратимая пластичность кристаллов»                                                                                       | Бойко В. С.                          |
| 1999 | за монографію «Обратимая пластичность кристаллов»                                                                                       | Гарбер Рувін Іосель-Гіршович         |
| 1999 | за монографію «Обратимая пластичность кристаллов»                                                                                       | Косевич Арнольд Маркович             |
| 2001 | за серію робіт з теорії фізичних полів                                                                                                  | Назарчук Зіновій Теодорович          |
| 2001 | за серію робіт з теорії фізичних полів                                                                                                  | Ситенко Юрій Олексійович             |
| 2003 | за серію робіт «МГД-явища та транспорт іонів високих енергій у термоядерній плазмі»                                                     | Колесниченко Я. Л.                   |
| 2003 | за серію робіт «МГД-явища та транспорт іонів високих енергій у термоядерній плазмі»                                                     | Луценко Вадим Васильович             |
| 2003 | за серію робіт «МГД-явища та транспорт іонів високих енергій у термоядерній плазмі»                                                     | Яковенко Юрій Володимирович          |
| 2005 | за цикл робіт «Розробка концепції термоядерного реактора і нейтронного джерела на основі багатощілинної електромагнітної пастки»        | Лаврентьєв Олег Олександрович        |
| 2005 | за цикл робіт «Розробка концепції термоядерного реактора і нейтронного джерела на основі багатощілинної електромагнітної пастки»        | Маслов Валентин Олександрович        |
| 2007 | за серію праць «Експериментальні дослідження рідкісних процесів у фізиці атомного ядра та елементарних частинок»                        | Даневич Федір Анатолійович           |
| 2007 | за серію праць «Експериментальні дослідження рідкісних процесів у фізиці атомного ядра та елементарних частинок»                        | Кобичев Владислав Валерійович        |
| 2007 | за серію праць «Експериментальні дослідження рідкісних процесів у фізиці атомного ядра та елементарних частинок»                        | Третяк Володимир Ілліч               |
| 2010 | за цикл робіт «Взаємодія випромінювання та потоків частинок із матеріалами в енергетичних установках»                                   | Азарєнков Микола Олексійович         |
| 2010 | за цикл робіт «Взаємодія випромінювання та потоків частинок із матеріалами в енергетичних установках»                                   | Воєводін Віктор Миколайович          |
| 2010 | за цикл робіт «Взаємодія випромінювання та потоків частинок із матеріалами в енергетичних установках»                                   | Гірка Ігор Олександрович             |
| 2013 | за цикл робіт «Електрофізічні процеси в ядерних системах та конденсованих середовищах під опроміненням»                                 | Касаткін Юрій Олександрович          |
| 2013 | за цикл робіт «Електрофізічні процеси в ядерних системах та конденсованих середовищах під опроміненням»                                 | Клепіков В'ячеслав Федорович         |
| 2013 | за цикл робіт «Електрофізічні процеси в ядерних системах та конденсованих середовищах під опроміненням»                                 | Литвиненко Володимир Вікторович      |